# Boban Grnczarow
Boban Grnczarow, mac. Бобан Грнчаров (ur. 12 sierpnia 1982 w Skopju) – macedoński piłkarz, występujący na pozycji obrońcy.

## Kariera
Grnčarow profesjonalną karierę rozpoczynał w 1999 roku, w barwach Vardaru Skopje. W debiutanckim sezonie rozegrał tam sześć spotkań w Makedonska Prva Liga. Po zakończeniu rozgrywek, w których jego zespół zajął dziesiąte miejsce w lidze, Grnčarow odszedł najpierw do Rabotniczki Skopje, a potem do serbskiego OFK Beograd. Regularnie występował tam w pierwszej jedenastce. Łącznie w tamtejszej Superlidze rozegrał 53 ligowe pojedynki i zdobył w nich dwie bramki.
W 2003 roku przeniósł się na Ukrainę, podpisując kontrakt z Metałurhem Donieck. Wraz z tym klubem dwukrotnie grał w Pucharze UEFA. Jednak w obu przypadkach kończył rozgrywki na pierwszej rundzie. Nie mogąc sobie wywalczyć miejsca w składzie, w 2006 Grncarow odszedł do Stali Ałczewsk. Tam regularnie grywał w pierwszej jedenastce, lecz po spadku do drugiej ligi, postanowił odejść z klubu. Wybrał ofertę belgijskiego KAA Gent, z którym w sezonie 2007/08 doszedł do finału Pucharu Belgii. Latem 2008 został wypożyczony do izraelskiego Maccabi Petach Tikwa.
W 2009 roku odszedł do cypryjskiego mistrza kraju, APOEL-u Nikozja. W 2011 roku wywalczył z nim mistrzostwo kraju, a następnie odszedł do belgijskiego Lierse SK. W 2012 roku został zawodnikiem Botewu Płowdiw. W styczniu 2014 ponownie wrócił do Ukrainy, gdzie podpisał kontrakt z Tawriją Symferopol. W maju 2014 opuścił krymski klub.
| Sezon   | Klub                 | Kraj                | Rozgrywki            | Mecze | Bramki |
| ------- | -------------------- | ------------------- | -------------------- | ----- | ------ |
| 1999/00 | Wardar Skopje        | Macedonia Północna  | Makedonska Prva Liga | 6     | 0      |
| 2000/01 | OFK Beograd          | Serbia i Czarnogóra | Serbska Superliga    | 17    | 1      |
| 2001/02 | OFK Beograd          | Serbia i Czarnogóra | Serbska Superliga    | 21    | 0      |
| 2002/03 | OFK Beograd          | Serbia i Czarnogóra | Serbska Superliga    | 15    | 1      |
| 2003/04 | Metałurh Donieck     | Ukraina             | Premier Liha         | 0     | 0      |
| 2004/05 | Metałurh Donieck     | Ukraina             | Premier Liha         | 6     | 0      |
| 2005/06 | Metałurh Donieck     | Ukraina             | Premier Liha         | 7     | 0      |
| 2006/07 | Stal Ałczewsk        | Ukraina             | Premier Liha         | 19    | 1      |
| 2007/08 | KAA Gent             | Belgia              | Eerste klasse        | 20    | 3      |
| 2008/09 | Maccabi Petach Tikwa | Izrael              | Ligat ha’Al          | 31    | 3      |
| 2009/10 | APOEL Nikozja        | Cypr                | Division A           | 17    | 2      |
| 2010/11 | APOEL Nikozja        | Cypr                | Division A           | 26    | 6      |
| 2011/12 | Lierse SK            | Belgia              | Eerste klasse        | 29    | 2      |
| 2012/13 | Botew Płowdiw        | Bułgaria            | A PFG                | 26    | 2      |
| 2013/14 | Botew Płowdiw        | Bułgaria            | A PFG                | 19    | 1      |
| 2013/14 | Tawrija Symferopol   | Ukraina             | Premier-liha         | 8     | 0      |